# Olav I. Tryggvason

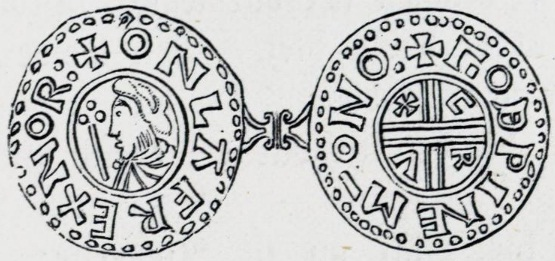
„ONLAF REX NORmannorum“. Nur vier Exemplare des Silberpfennigs von Olaf Tryggvason sind heute noch erhalten.

Olav I. Tryggvason (* 968; † 9. September 1000 in der Svolder) war ein norwegischer König, der von 995 bis 1000 regierte. Auf Altnordisch lautete sein Name Óláfr Tryggvason und auf den von ihm geprägten Silberpfennig-Münzen bezeichnet er sich in der lateinischen Inschrift als „ONLAF REX NOR“ (Abkürzung für: Onlafus rex Normannorum). In einem zeitgenössischen angelsächsischen Text wiederum wird er „Anlaf“ und in der lat. Übersetzung „Analavus“ genannt.
Die Chronisten Adam von Bremen und Saxo Grammaticus haben Olav den Beinamen Craccaben (Krakaben, d. h. „Krähenbein“) gegeben, weil Olav sich trotz seines teilweise an Grausamkeit grenzenden christlichen Eifers angeblich in heidnischer Manier aus Vogelknochen habe wahr- und weissagen lassen.

## Leben

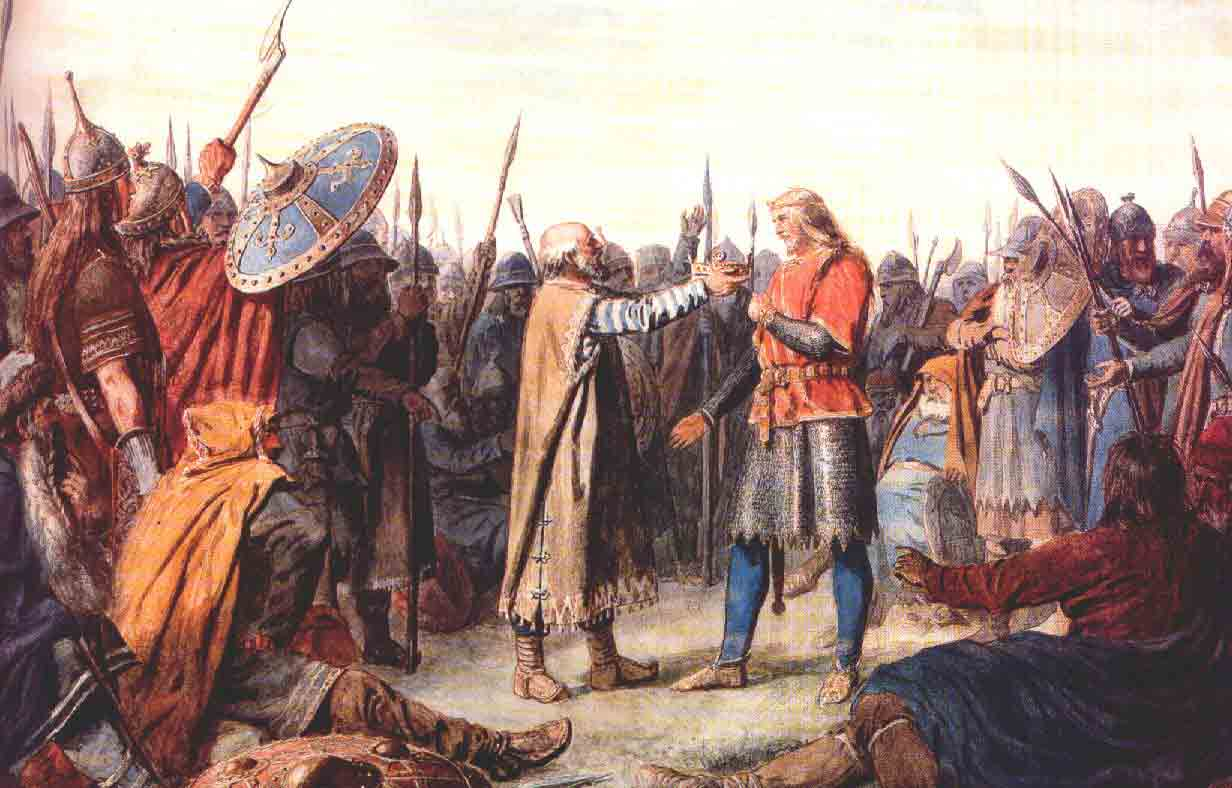
„Krönung von Olav Tryggvason“. Historiengemälde von Peter Nicolai Arbo (1831–1892)

Über Olav I. Tryggvason ist die Quellenlage sehr dünn. Sæmundur fróði und die zeitgenössischen Gelehrten um ihn machten unter anderem König Olav Tryggvason zum Nachfahren Haralds I. („Schönhaar“). Seine Eltern waren Tryggve Olafsson und Astrid. Einige Sagas lassen Tryggve König von Viken (Gegend am Oslofjord) sein, andere von Oppland. Astrid soll aus Obrestad (heute Teil der Kommune Hå) auf Jæren (südlich von Stavanger) gewesen sein. Seine so erklärte Verbindung zu Vestlandet wurde dadurch verstärkt, dass er seine Schwester, die ebenfalls Astrid hieß, mit Erling Skjalgsson in Sola (nahe Stavanger) verheiratete. Erling war der reichste und mächtigste Mann im Vestlandet.
Da Olav später als der erste wirklich christliche König angesehen wurde, konnte die Legendenbildung nicht ausbleiben. Die Sagaverfasser hatten wenig sicheres Material, und so griffen sie zu Abenteuermotiven und Klischees aus den Heiligenviten, die ihrerseits biblische Vorbilder hatten. Die Berichte über seine Jugend gleichen Jesu Kindheitsgeschichte. Die biblische Flucht nach Ägypten vor Herodes wird hier zur Flucht nach Osten vor der bösen Königin Gunnhild, der Mutter der Erikssöhne. Bei dieser Flucht wurde er wie Josef im Alten Testament als Sklave verkauft. Er richtet auch, wie David den Mörder Sauls hingerichtet hatte, den Mörder Håkon Jarls hin. Sein Vorgänger Håkon Jarl wurde auch als Heide zur bösen Kontrastfigur stilisiert, ein Lustmolch, der keine Gesetze achtete.
Snorri berichtet, dass Olav im Heer des wendischen Fürsten Boleslaw, mit dessen Tochter Geira er verheiratet gewesen sein soll, am Danewerk gekämpft habe. Das wäre 974 gewesen. Bald darauf soll seine Frau gestorben sein. Bevor Olav 995 König wurde, war er lange als Wikinger auf Raubzügen gewesen. Er soll sie nach Osten und Westen weit ausgedehnt haben, besonders aber auf die Britischen Inseln. Er soll auch in Frankreich geplündert haben. Es ist möglich, dass er der Anlaf ist, über den in der angelsächsischen Chronik als Wikingerhäuptling Ende des 10. Jahrhunderts berichtet wird. Anlaf beteiligte sich 994 unter Sven Gabelbart an einem missglückten Angriff auf London. Danach soll er weite Landstriche verheert haben, bis König Æthelred ihm 16.000 Pfund für Frieden zahlte. Englische Quellen berichten, dass er dann von einem Bischof mit Æthelred als Taufpaten getauft worden sei und versprochen habe, England nicht mehr anzugreifen. Nach anderen Quellen ließ sich Olav 994 von einem Einsiedler auf den Scilly-Inseln taufen.
In der Folge christianisierte er gemäß der Orkneyinga saga die Orkneys, indem er Jarl Sigurd von Orkney vor die Alternative stellte: Taufe oder Enthauptung. Sigurds Sohn nahm er vorsorglich als Geisel mit nach Norwegen. Zwischenzeitlich heiratete er noch Gyda von Irland, die Tochter des Wikingerkönigs Olaf Cuaran (Dublin), und verbrachte seine Zeit damit, ihre Güter in England und Irland zu verwalten.
995 kehrte er schließlich nach Norwegen zurück, um seinen Thronanspruch gegenüber Håkon Jarl, einem Vasallen des dänischen Königs Svend Tveskægs, geltend zu machen. Bei seiner Landung in Trøndelag war dieser aber schon auf der Flucht vor aufständischen Bauern. Die trøndischen Bauern erhoben Olav zum König. Ausgehend von Trøndelag vereinigte Olav I. Norwegen direkt oder indirekt unter seiner Herrschaft.
Drei Orte knüpfen die Christianisierung Norwegens an sein Königtum: Nidaros, Dragseidet (ein Thingplatz auf einer Halbinsel in der heutigen Kommune Stad) und Moster, eine Insel bei Bømlo zwischen Haugesund und Bergen. Hier soll Olav jeweils auf einer Thingversammlung das Christentum durchgesetzt haben. Es wurden auch Kirchenbauten an diesen drei Orten begonnen. In Nidaros erhob sich Widerstand gegen die Christianisierung, den er militärisch brach. Der Führer des Widerstands, Skjegge Asbjørnson, genannt „Jernskjegge“, fiel. Zur Besiegelung des daraufhin geschlossenen Friedens soll Olav dessen Tochter Gudrun Jernskjeggsdottir geheiratet haben. Diese soll versucht haben, ihn in der Hochzeitsnacht zu erstechen. Er habe sie daraufhin verjagt. Wenn diese Geschichte wahr ist, dann hatte Gudrun die kürzeste Amtszeit aller norwegischen Königinnen, nur ein paar Stunden.
997 leitete er die Christianisierung der Färöer ein, indem er Sigmundur Brestisson zu seinem Gefolgsmann machte. Zugleich veranlasste er die Missionierung Islands, dessen Bewohner im Verlauf des Jahres 1000 das Christentum annahmen. Er heiratete Tyra Haraldsdatter, die Schwester des Dänenkönigs Sven Gabelbart.
Nach nur fünf Regierungsjahren scheiterte er aufgrund seiner ungeschickten Politik gegenüber Svend Tveskjæg und seiner Feindschaft zu Erik Håkonsson, dem Sohn des ermordeten Håkon Jarl. Dieser hatte Svens Tochter Gyda geheiratet und sich so dem dänischen König verbunden. Olav Tryggvason schaltete sich aus unbekannten Gründen in die Kämpfe zwischen dem Herzog und späteren König der Polen Bolesław I., dem schwedischen König Olof Skötkonung und Svend Tveskæg sowie den Jomswikingern ein. Er fuhr mit einer Flotte von elf Schiffen in die Ostsee, um Verhandlungen mit dem polnischen Herrscher zu führen. Er selbst war auf dem Schiff Ormurin langi, nach den Sagas das größte je in Norwegen gebaute Schiff. Auf der Rückfahrt kam es am 9. September des Jahres 1000 zu einer Seeschlacht mit einer schwedisch-dänischen Flotte bei Svolder, in der Olav umkam. Wo ‚Svolder‘ ist, weiß man nicht. Nach den isländischen Sagas soll es in der Nähe von Rügen gewesen sein, Adam von Bremen nimmt eine Stelle am Øresund an. Jüngste Recherchen ziehen jedoch den Greifswalder Bodden und die Insel Vilm in seinem nördlichen Teil, genannt Rügischer Bodden, als See- und Kampfgebiet in Erwägung.
Nach anderer Darstellung soll ihn seine Frau Tyra Haraldsdatter, Tochter des dänischen Königs Harald Blauzahn, zu der Fahrt überredet haben, um von ihrem früheren Ehemann Boleslaw ihre Mitgift zurückzuerlangen.

## Liste der Ehefrauen und Kinder
- Geira, Tochter des wendischen Herzogs Boleslav
- Gyda von Irland, die Tochter des Wikingerkönigs Olaf Cuaran
  - Tryggve († 1030)
- Gudrun, Tochter des Skegge Asbjörnsson
- Tyra Haraldsdatter von Dänemark (Selbstmord † 18. September 1000),[8] Tochter des Königs Harald I. Blauzahn, Schwester von Sven Gabelbart.
  - Harald (999–1000)

## Rezeption
- Von Theodor Fontane stammt das Gedicht Olaf Kragebeen, in dem der Autor die letzte Schlacht und den Tod Olav Tryggvasons thematisiert.
- Bjørnstjerne Bjørnson verfasste unter anderem die Gedichte Olav Trygvason und Landkjending  (deutsch: Landerkennung / Und das war Olav Tryggvason). Letzteres wurde 1872 von Edvard Grieg vertont (op. 31).
- Der 1932 vom Stapel gelaufene norwegische Minenleger Olav Tryggvason wurde nach ihm benannt.